# 越中護国八幡宮
越中護国八幡宮（えっちゅうごこくはちまんぐう）は、富山県富山市八幡に鎮座する神社（八幡宮）。旧社格は郷社。
八幡の宮（やはたのみや）、護国八幡宮、一国一社八幡宮などと通称される。

## 祭神
現在の御祭神は以下の6柱。
- 大幡主命（大若子命）
- 誉田別命（応神天皇）
- 息長足比売命（神功皇后）
- 玉依姫命
- 天照大御神
- 豊受大神

## 歴史
社伝によれば、第11代垂仁天皇84年、大若子命（後の大幡主命）が越の国の凶賊である阿彦（あびこ）を討伐した後、この地に「八幡の宮（やはたのみや）」を御造営されたという。当地の住民が大幡主命を慕ってこの宮に奉斎したのを創祀とする。
飛鳥時代、第42代文武天皇（在位697年-707年）が「忠孝」の二字を自書され、その意義を教えられた時、甲良人麿（こうらのひとまろ）がこれを奉じて越路に下って教諭したという。 越の民は、高梨野（たかりや）の丑寅（東北）内山に高々と石壇を築いて迎え、二字の札が磨滅するのを恐れて当宮に祠を作って安置したと伝わる。
奈良時代、第45代聖武天皇（在位724年-749年）が各国に、一国一社の八幡宮、いわゆる国府八幡宮を創立した時、当宮に誉田別命・息長足比売命・玉依姫命を合わせ祀って八幡宮を奉斎した。
平安時代の弘仁2年（811年）8月15日、越中護国八幡宮の神霊を奉載する。
戦国時代の天文年間（1532年-1555年）、戦禍により社殿が焼失したが、天文12年（1543年）、有沢才蔵により社殿が修復された。
明治6年（1873年）8月15日に郷社に列し、明治34年（1900年）に神明宮を合祀、大正2年（1914年）には境内社の神明宮を合祀した。

## 宝物
- 舞鈴一
- 茶釜一